# 商丘职业技术学院
商丘职业技术学院是一所位于中华人民共和国河南省商丘市的公办高等专科院校。由商丘市财经学校，商丘农业学校和商丘广播电视大学于2001年合并组建。然后于2003年，商丘财税学校、商丘市工业学校、商丘商业学校、商丘市体育运动学校、商丘文化艺术学校相继并入商丘职业技术学院。

## 历史沿革

### 商丘市农业学校
- 1977年，商丘地区农业学校创建
- 1997年，商丘地区农业学校更名商丘市农业学校

### 商丘广播电视大学
- 1985年，河南省广播电视大学（商丘分校）创建
- 1994年，河南省广播电视大学（商丘分校）改建为商丘广播电视大学

### 商丘市财经学校
- 1983年，商丘市二中（原商丘县一高）更名商丘市职业高中
- 1986年，商丘市职业高中更名商丘市职业中专
- 1994年，商丘市职业中专更名商丘市财经学校

### 商丘文化艺术学校
- 1958年，商丘专区戏曲训练班创建
- 1959年，商丘专区戏曲训练班更名为开封专区戏曲学校
- 1970年，开封专区戏曲学校更名为开封地区戏曲学校
  - 1976年，开封地区戏曲学校停办
- 1976年，商丘地区五七艺术学校复校
- 1978年，商丘地区五七艺术学校更名为商丘地区戏曲学校
- 1993年，商丘地区戏曲学校更名为商丘地区文化艺术学校
- 1997年，商丘地区文化艺术学校更名为商丘文化艺术学校

### 商丘农业机械化学校
- 1973年，商丘地区农业机械化技术学校创建
- 1979年，商丘地区农业机械化技术学校更名为商丘农业机械化学校
  - 1984年，商丘地区农干校创建（合署）

### 商丘市体育运动学校
- 1975年，商丘地区体育运动学校
- 1997年，商丘地区体育运动学校更名商丘市体育运动学校

### 商丘市商业学校
- 1978年，商丘地区商业学校创建
- 1997年，商丘地区商业学校更名商丘市商业学校